# Балакирев, Милий Алексеевич
Ми́лий Алексе́евич Бала́кирев (21 декабря 1836 [2 января 1837], Нижний Новгород — 16 [29] мая 1910, Санкт-Петербург) — русский композитор, пианист, дирижёр, педагог, глава «Могучей кучки».

## Биография
Милий Балакирев родился в дворянской семье Балакиревых, сын титулярного советника Алексея Константиновича Балакирева (1809—1869).
В детском возрасте первоначальные уроки игры на фортепиано давала мать. В 10-летнем возрасте на летних каникулах его отвезли в Москву, где за 10 уроков у Александра Дюбюка он усвоил правильные приёмы фортепианной игры. В Нижнем Новгороде музыкальные занятия он продолжал у местного пианиста и дирижёра Карла Эйзериха (1817—1881), сына немецкого музыканта Карла Трауготта Эйзериха. Большое участие в его судьбе принял А. Д. Улыбышев, просвещённый дилетант, меценат, автор первой русской монографии о Моцарте.
Систематического музыкального образования Балакирев не получил. Среди его музыкальных произведений, которые в детстве и юности произвели на него особое впечатление, были фортепианный концерт Шопена и трио «Не томи родимый» из «Жизни за Царя» Глинки. Своему восхищению этими композиторами он остался верен всю жизнь.
Окончив Нижегородский университет (1849—1853), менее двух лет (1853—1855) состоял вольнослушателем на математическом факультете Казанского университета, живя, главным образом, на скудные средства от уроков музыки. В Казани Балакиревым написаны: фортепианная фантазия на мотивы из «Жизни за Царя», первый романс: «Ты пленительной неги полна» (1855) и концертное Allegro.
В 1855 году Балакирев уехал вместе с Улыбышевым в Петербург, где встретился с М. И. Глинкой, который убедил молодого композитора посвятить себя сочинению музыки в национальном духе. Серьёзным музыкальным образованием Балакирев обязан главным образом самому себе. В 1855 году впервые выступил перед петербургской публикой в качестве виртуоза-пианиста.
Вместе с Г. Я. Ломакиным 18 марта 1862 года основал «Бесплатную музыкальную школу», состоявшую под императорским покровительством. Эта школа на первых порах своего существования развернула оживлённую деятельность. В концертах, устраиваемых школой, вокальными, хоровыми пьесами дирижировал Ломакин, а оркестровыми — Милий Балакирев. Лето 1862 года провёл в Пятигорске. В свободное от процедур время давал концерты в парке «Цветник». В 1866 году Милий Балакирев был приглашен в Прагу — заведовать постановкой опер Михаила Глинки «Жизнь за Царя» и «Руслан и Людмила», которые были даны под управлением Балакирева и благодаря его настойчивости и неустанной энергии имели огромный успех, в особенности «Руслан и Людмила».
С осени 1867 года до весны 1869 Милий Балакирев дирижировал симфоническими концертами Императорского русского музыкального общества (в 1867 году вместе с Берлиозом), в которых, по преимуществу, исполнялись сочинения Берлиоза и Листа, а также оркестровые сочинения русских композиторов: Римского-Корсакова, Бородина, Мусоргского и других. Н. Рубинштейн пригласил его в Московскую консерваторию, однако Балакирев посчитал, что не может занимать место профессора, не имея для того достаточно систематизированных музыкальных знаний, «а всё, что знает, усвоил из музыкального навыка и по догадке»
28 января 1868 года после отказа Ломакина от управления музыкальной школой Милий Балакирев, как один из её учредителей, принял на себя этот труд и в качестве директора заведовал школой до осени 1874 года. В 1870-х годах Балакирев был отстранён от руководства симфоническими собраниями РМО в Петербурге, отошёл от музыкальных занятий и 6 июля 1872 года начал работать рядовым служащим в магазинной конторе Варшавской железной дороги. В это время он готовился уйти в монастырь, но стараниями священника Ивана Верховского остался в миру. Возвращение к музыкальным и общественным делам произошло только в конце 1870-х годов. В 1881 году он вновь возглавил музыкальную школу. Стал вегетарианцем.
В 1883 году Балакирев был назначен заведовать придворной певческой капеллой. Балакирев все музыкальное дело певческой капеллы сосредоточил в своих руках, им была разработана программа научных классов, а в помощники он пригласил к себе Николая Римского-Корсакова, занимавшего должность инспектора музыкальных классов. При Балакиреве здание певческой капеллы перестраивается заново, оно приобретает изящный внешний вид с роскошными залами и обширными помещениями для учащихся. Особое внимание Балакирев уделил развитию оркестрового класса при капелле. Это оказало благотворное влияние на певцов капеллы, которые вследствие потери голоса должны были прекратить свои занятия в хоре. Им предоставлялась возможность нового заработка, так как они оставались в привычной для них среде, и отпадала необходимость в поиске себе занятий в какой-либо другой, чуждой для них специальности.
Похоронен в Александро-Невской лавре на Тихвинском кладбище (Композиторская дорожка).

## Музыка
Композиторская деятельность Балакирева, хотя не обширна, но весьма почтенна. Он написал несколько оркестровых, фортепианных и вокальных сочинений, из которых особенно выделяются следующие: оркестровая музыка к королю Лиру (1860 год), состоящая из увертюры и антрактов; увертюра на чешские темы (1856); две увертюры на русские темы, из которых первая сочинена в 1857 году, а вторая, под названием «Русь», написана в 1862 году на открытие памятника тысячелетия России в Новгороде; увертюра на испанскую тему; симфоническая поэма «Тамара» (на текст Лермонтова), исполненная впервые в 1882 году (в концерте Бесплатной музыкальной школы). Из фортепианных сочинений Балакирева известны: две мазурки (As-dur и h-moll), скерцо, фантазия «Исламей» на восточные темы (1869). Виртуозная пьеса «Исламей» относится к самым технически трудным произведениям фортепианной музыки. Она вдохновила Мориса Равеля при создании цикла «Ночной Гаспар». Так, про «Скарбо» Равель говорил, что специально хотел сочинить пьесу ещё более трудную, чем «Исламей» Балакирева.
Балакиревым переложены для фортепиано в две руки «Марш Черномора» из оперы «Руслан и Людмила», «Песня жаворонка» Глинки, увертюра (вступление) ко второй части «La Fuite en Egypte» Берлиоза, каватина из квартета Бетховена (ор. 130), «Арагонская хота» Глинки. В четыре руки: «Князь Холмский», «Камаринская», «Арагонская хота», «Ночь в Мадриде» Глинки.
Из вокальных сочинений Балакирева большой популярностью пользуются романсы и песни («Золотая рыбка», «Приди ко мне», «Введи меня, о ночь, тайком», «Исступление», «Взошёл на небо месяц ясный», «Слышу ли голос твой», «Еврейская мелодия», «Грузинская песня» и проч.) — числом 20 (по другим данным 43. Видимо, основная часть текста — прижизненная, составленная в промежутке между 1882 и 1895 годами.)
Среди других произведений — 2 симфонии (1897; 1908), Сюита для оркестра (1909 — закончена С. Ляпуновым), 2 фортепианных концерта (1855; 1910 — закончен С. Ляпуновым), большое количество фортепианных произведений: соната, мазурки, ноктюрны, вальсы и т. д. Весьма ценным вкладом в область русской музыкальной этнографии является «Сборник русских народных песен», изданный Балакиревым в 1866 году (всех песен 40).

## Личная жизнь и взгляды
Балакирев никогда не был женат и не имел детей, причем не только законных, но и внебрачных. О его романах с женщинами также неизвестно.
В юности композитор был вольнодумцем и атеистом, некоторое время он планировал написать оперу по роману Чернышевского «Что делать?». В конце 1860-х годов Балакирев сделался суеверным и стал часто посещать гадалку. Римский-Корсаков писал об этих посещениях: «Не веровавший в Бога Балакирев уверовал в черта. Черт сделал то, что он уверовал впоследствии и в Бога…»
В зрелые годы Балакирев стал верующим православным. Причиной этого, как считается, стал нервный срыв, вызванный смертью матери композитора в марте 1871 года. Точные обстоятельства обращения композитора к религии неизвестны, так как не сохранилось ни его писем, ни дневников за этот период.
Балакирев отказался от употребления в пищу мяса, и стал есть только рыбу. Он полюбил животных, и приютил множество бездомных кошек и собак. Его сострадание стало таким, что всякий раз, когда в комнате оказывалось найдено насекомое, Балакирев осторожно ловил его и выпускал из окна, говоря: «Ну, лети, с Богом!».
Балакирев в эти годы вёл затворнический образ жизни в собственном доме, много молясь около старинных икон. Исключением из этого затворничества были музыкальные вечера вторника, которые он регулярно проводил после своего возвращения к музыке в 1870-х и 1880-х годах. Композитор стал славянофилом, был патриотично настроен, написал гимны в честь вдовствующей императрицы и других членов императорской семьи.
Римский-Корсаков упоминает, что некоторые черты характера Балакирева присутствовали и до его обращения, но впоследствии усилились. Это было особенно верно в отношении антисемитизма. Нападки Балакирева на Антона Рубинштейна уже в 1860-х годах носили явно антисемитский характер; Балакирев стремился не допускать евреев к преподаванию в заведениях, которыми руководил. Однако именно после своего религиозного обращения композитор заподозрил всех, кого не любил, в еврейском происхождении, и вообще возненавидел современных ему евреев за их «соучастие» в распятии Христа. Он стал воинственным в своих религиозных беседах с друзьями, настаивая на том, чтобы они строго соблюдали православные обряды и ходили с ним вместе в церковь. «Вся эта смесь христианской кротости, злословия, любви к животным, человеконенавистничества, творческих интересов и мелочности, достойной старой девы, поражала всех тех, кто видел его в те дни», — писал Римский-Корсаков, добавив, что эти черты ещё усилились в последующие годы.

## Список произведений

### Сочинения для оркестра
- Увертюра на тему испанского марша (1857): партитура
- Музыка к трагедии У. Шекспира «Король Лир» (1858—1861): партитура
- Увертюра на темы трёх русских песен (1858): партитура
- «1000 лет», музыкальная картина (1863—1864; 2-я ред., под названием «Русь»: 1884): партитура (1-й редакции), партитура (2-й редакции)
- Симфония № 1 (1864—1866, 1893—1897): партитура
- Увертюра на три чешские темы (1867; 2-я ред., под названием «В Чехии»: 1905): партитура (2-й редакции)
- «Тамара», симфоническая поэма (1867—1882): партитура
- Симфония № 2 (1900—1908)
- Сюита (1901—1908; завершена С. М. Ляпуновым)
- Сюита из произведений Ф. Шопена (1909)

### Сочинения для солирующего инструмента с оркестром
- «Большая фантазия на русские народные песни» для фортепиано с оркестром (1852)
- Концерт № 1 фа диез минор: для фортепиано с оркестром (1855—1856): партитура
- Концерт № 2 для фортепиано с оркестром (1861—1862, 1906—1909; завершён С. М. Ляпуновым)

### Камерно-инструментальные сочинения
- Септет для флейты, кларнета, струнных и фортепиано (1852; утрачен)
- Октет для флейты, гобоя, валторны, струнных и фортепиано (1855—1856)
- Романс для виолончели и фортепиано (1856; завершён С. М. Ляпуновым)

### Сочинения для фортепиано
- Фантазия на темы из оперы Глинки «Иван Сусанин» (1854—1856)
- Соната № 1 (1855—1856)
- Три ноктюрна (1856; 1901; 1902)
- «Фанданго-этюд» (1856; 2-я ред., под названием «Испанская серенада»: 1902)
- Три скерцо (1856; 1900; 1901)
- Полька фа-диез минор (1859)
- Экспромт фа минор (ок. 1850—1860)
- Семь мазурок (1861; 1861; 1886; 1886; 1900; 1902; 1906)
- «На Волге» для фортепиано в 4 руки (ок. 1863)
- «Исламей», восточная фантазия (1869)
- «В саду» (1884)
- «Тридцать русских народных песен» для фортепиано в 4 руки (1898): ноты
- «Думка» (1900)
- Соната № 2 (1900—1905)
- «Эскизы» (1909): ноты
- Сюита для фортепиано в 4 руки (1909): ноты

Токката

### Романсы и песни
«Три забытых романса» (1855)
- «Ты пленительной неги полна» (А. Головинский)
- «Звено» (В. Туманский)
- «Испанская песня» (М. Михайлов)

«Двадцать песен» (1858—1865)
- «Песня разбойника» (А. Кольцов)
- «Обойми, поцелуй» (А. Кольцов)
- «Баркаролла» (А. Арсепьев из Гейне)
- «Колыбельная песня» (А. Арсеньев)
- «Взошёл на небо месяц ясный» (М. Япенич)
- «Когда беззаботно, дитя, ты резвишься» (К. Вильде)
- «Рыцарь» (К. Вильде)
- «Так и рвётся душа» (А. Кольцов)
- «Приди ко мне» (А. Кольцов)
- «Песня Селима» (М. Лермонтов)
- «Введи меня, о, ночь» (А. Майков)
- «Еврейская мелодия» (М. Лермонтов из Байрона)
- «Исступление» (А. Кольцов)
- «Отчего» (М. Лермонтов)
- «Песня золотой рыбки» (М. Лермонтов)
- «Песня старика» (А. Кольцов)
- «Слышу ли голос твой» (М. Лермонтов)
- «Грузинская песня» (А. Пушкин)
- «Сон» (М. Михайлов из Гейне)

«Десять песен» (1895—1896)
- «Над озером» (А. Голенищев-Кутузов)
- «Пустыня» (А. Жемчужников)
- «Не пенится море» (А. Толстой)
- «Когда волнуется желтеющая нива» (М. Лермонтов)
- «Я любила его» (А. Кольцов)
- «Сосна» (М. Лермонтов из Гейне)
- «Nachtstück» (А. Хомяков)
- «Как наладили» (Л. Мей)
- «Среди цветов поры осенней» (И. Аксаков)
- «Догорает румяный закат» (В. Кульчинский)

«Десять песен» (1903—1904)
- «Запевка» (Мей)
- «Сон» (Лермонтов)
- «Беззвёздная полночь дышала прохладой» (А. Хомяков)
- «7-е ноября» (А. Хомяков)
- «Я пришёл к тебе с приветом» (А. Фет)
- «Взгляни, мой друг» (В. Красов)
- «Шёпот, робкое дыханье» (А. Фет)
- «Песня» (М. Лермонтов)
- «Из-под таинственной холодной полумаски» (М. Лермонтов)
- «Спи» (А. Хомяков)

«Два романса» (1909)
- «Заря» (А. Хомяков)
- «Утёс» (М. Лермонтов)

### Другие сочинения для голоса и фортепиано
- «Сборник русских народных песен» (1865—1866)
- «Тридцать песен русского народа» (1898)

### Хоровые произведения
- «Христос воскресе» для женского или детского хора (1883); для смешанного хора (1906)
- «Колыбельная песня» для смешанного хора, на слова Н. Кукольника (ок. 1887)
- «Гимн в честь великого князя Георгия Всеволодовича» для смешанного хора (1889)
- «Умчалось время золотое» для женского хора (1891)
- «Колыбельная песня» для двух детских или женских голосов и фортепиано или оркестра, на слова А. Арсеньева (1898)
- «Под сенью щедрой благостыни», гимн для женского хора и фортепиано (1899)
- «Молитва русских» для женского хора (1899)
- «Духовно-музыкальные переложения и сочинения» для смешанного хора (опубл. в 1900)
- «Две былины» для смешанного хора (1902)
- «Кантата на открытие памятника М. И. Глинке в Петербурге» для сопрано, смешанного хора и оркестра (1902—1904)
- «Эко сердце», обработка русской народной песни для смешанного хора (1902?)
- «Ангел вопияше» для мужского хора (опубл. в 1912)
- «Уст твоих», тропарь Иоанну Златоусту для смешанного хора (опубл. в 1912)

### Обработки произведений других авторов
- Берлиоз Г. Вступление к «Бегству в Египет» — 2-й части оратории «Детство Христа» (1864, для фортепиано)
- Берлиоз Г. Симфония «Гарольд в Италии» (1876, для фортепиано в 4 руки)
- Глинка М. И. Испанская увертюра № 1 (1863—1864, для фортепиано соло, для фортепиано в 4 руки)
- Глинка М. И. Испанская увертюра № 2 (1864, для фортепиано соло, для фортепиано в 4 руки)
- Глинка М. И. Романс «Жаворонок» (ок. 1864, для фортепиано)
- Глинка М. И. Струнный квартет фа мажор (1877, для фортепиано в 4 руки)
- Львов А. Ф. Увертюра к опере «Ундина» (1900, для фортепиано в 4 руки)
- Шопен Ф. Мазурка, ор. 7 № 7 (1885?, для струнного оркестра)
- Шопен Ф. «Романс» — 2-я часть концерта № 1 для фортепиано с оркестром, ор. 11 (1905, для фортепиано соло)
- Шопен Ф. Концерт № 1 для фортепиано с оркестром, ор. 11 (1910, инструментовка и частичная рекомпозиция)

### Редакции произведений других авторов
- Глинка М. И. Большой секстет для струнных и фортепиано
- Глинка М. И. «Камаринская», фантазия для оркестра
- Глинка М. И. Опера «Руслан и Людмила»
- Глинка М. И. Струнный квартет фа мажор
- Шопен Ф. Фортепианное трио, ор. 8
- Шопен Ф. Соната для виолончели и фортепиано, ор. 65

### Эпистолярное наследие
- Переписка М. А. Балакирева с В. В. Стасовым. — М.: Музгиз, 1935. — 276 с. — 2000 экз.

## Адреса в Санкт-Петербурге
- 1861 — доходный дом — Офицерская улица, 17;
- 1865—1873 годы — дворовый флигель особняка Д. Е. Бенардаки — Невский проспект, 86, кв. 64;
- 1882—1910 — доходный дом — Коломенская улица, 7, кв. 7.

## Память

### Музей
- Музей Балакирева, единственный музей композитора, находится в Нижнем Новгороде.

### Географические объекты и учреждения
- Школа искусств имени М. А. Балакирева (Москва)[15]
- Площадь Композитора Балакирева (Москва)[16]
- Переулок Балакирева (Волгоград)
- Переулок Балакирева (Екатеринбург)
- Переулок Балакирева (пгт. Межуреченский)
- Переулок Балакирева (Липецк)
- Улица Балакирева (Владимир)
- Улица Балакирева (Волгоград)
- Улица Балакирева (Нижний Новгород)
- Улица Балакирева (Нижний Тагил)
- Улица Балакирева (Ростов-на-Дону)
- Улица Балакирева (Ставрополь)
- «Детская школа искусств им. М. А. Балакирева» Вахитовского района г. Казани
- Музыкальная школа имени М. А. Балакирева в Тольятти[17]
- Нижегородский музыкальный колледж имени М. А. Балакирева
- Детская школа искусств имени М. А. Балакирева
- Переулок Балакирева (Екатеринбург)
- Детская музыкальная школа № 11 имени М. А. Балакирева (Екатеринбург)
- Детская школа искусств имени М. А. Балакирева (г. Гусь-Хрустальный)
- Детская школа искусств имени М. А. Балакирева (г. Петрозаводск)
- Детская музыкальная школа им. М. А. Балакирева г. Сарова
- Детская школа искусств имени М. А. Балакирева г. Волгограда
- Детская школа искусств имени М. А. Балакирева в Санкт-Петербурге

### Произведения кинематографа
- «Мусоргский» (1950) — Владимир Балашов
- «На пороге» (1969) — Николай Лактионов

- Бюст М. А. Балакирева (Нижний Новгород).
- Мемориальная доска на доме № 7 по ул. Коломенской (Санкт-Петербург).
- Почтовая марка СССР, 1957 год.

### Прочее
- 5 марта 1996 года в честь Милия Балакирева назван астероид 6777 Balakirev, открытый в 1989 году бельгийским астрономом Эриком Эльстом.
- В честь Милия Алексеевича Балакирева назван переданный 27 февраля 2018 года в авиакомпанию «Аэрофлот — Российские авиалинии» Boeing 737-8LJ (регистрационный номер VP-BFB)[18].